# Сутра (новине)
Сутра је био српски дневни таблоид. Током кратког двомесечног издања објављиван је у Београду.
Започето објављивање 27. новембра 2007. новине Сутра су покушале да се позиционирју на српском засићеном тржишту дневних таблоида. Отприлике у време његовог покретања, покренута су још три дневна таблоида у Србији (Газета, Ало! и Правда).
Са особљем од око 50 стално запослених и вршиоца радова, Сутра се продавао по цени од 15 динара (~ 0,18 евра у то време) по комаду.
Новине је уређивао и био и у власништву Жељка Цвијановића, као и многе друге српске дневне новине, Сутра је такође имала нетранспарентну власничку структуру. На питање о томе у емисији Упитник на РТС- у у децембру 2007, Цвијановић је рекао да је лист делом у његовом власништву, а делом у власништву аустријског инвестиционог фонда. Он је додао да иза фонда стоје "озбиљни бизнисмени заинтересовани за профит", али није желео да открије њихова имена.
Новине су престале почетком фебруара 2008. Број од 1. фебруара био је његов последњи.